# Llibres sapiencials

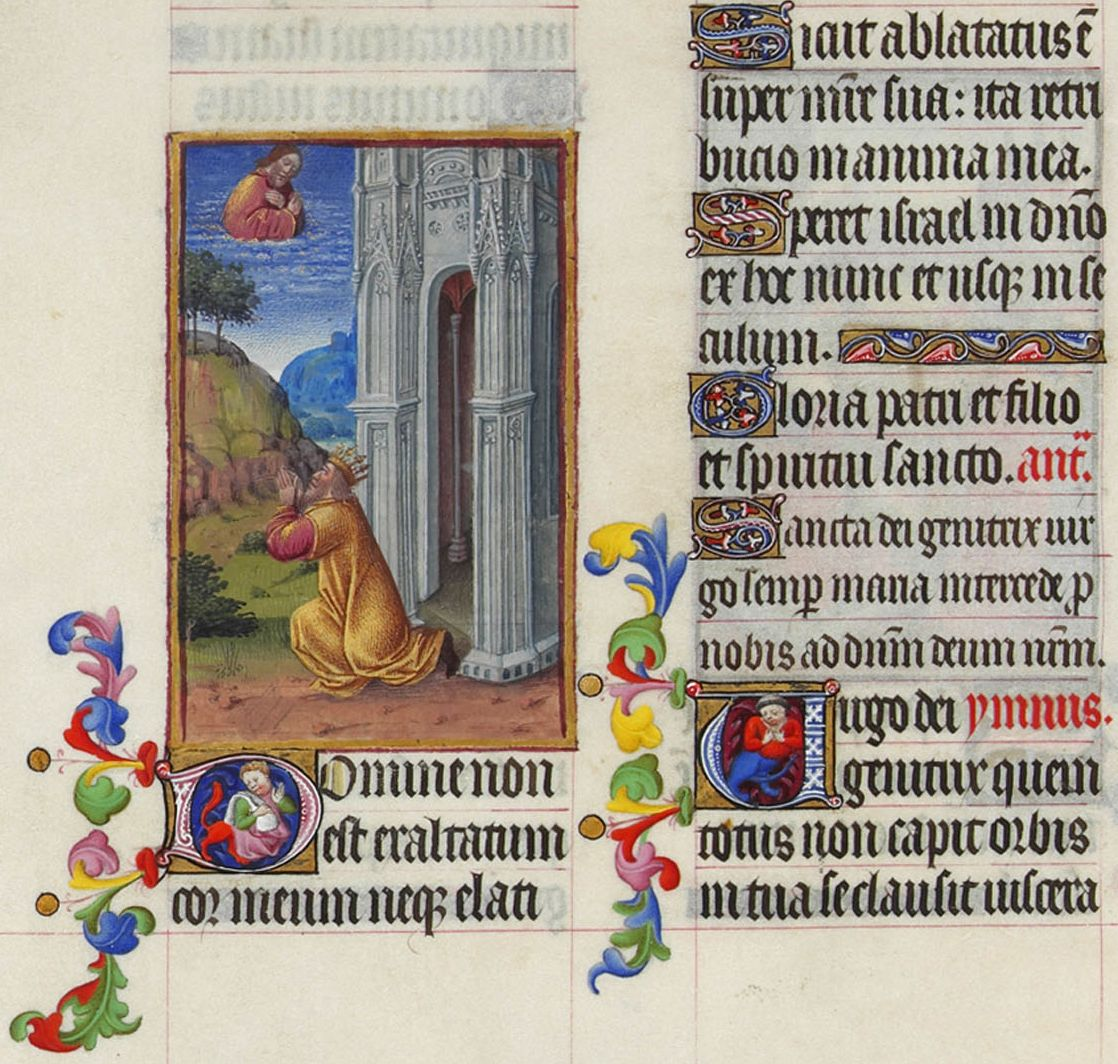
El Salm 130, exemple de la literatura sapiencial, en una còpia que es conserva a França.

Els llibres poètics i sapiencials són un grup de llibres bíblics de l'Antic Testament. Els llibres pròpiament sapiencials són el Llibre de Job, el Llibre dels Proverbis, l'Eclesiastès, l'Eclesiàstic i el Llibre de la Saviesa, mentre que els pròpiament poètics són el Llibre dels Salms i el Càntic dels Càntics.
La literatura sapiencial apareix com un nou gènere literari en el poble jueu després de la desaparició dels profetes i el retorn de l'exili a Babilònia, fruit de la situació política i religiosa del moment. Intenten transmetre ensenyaments didàctics a través de textos poètics, i sovint s'atribueixen a grans personatges de la història del poble d'Israel. No es tractava d'un coneixement teòric, sinó que eren concebuts com una realitat que implicava una determinada manera de viure.